# تپه قلای استر
تپه قلای استر مربوط به سده‌های ۶ تا ۸ ه.ق است و در شهرستان بوکان، بخش مرکزی، دهستان ایل تیمور، روستای پاش بلاغ واقع شده و این اثر در تاریخ ۷ اسفند ۱۳۸۵ با شمارهٔ ثبت ۱۷۷۴۵ به‌عنوان یکی از آثار ملی ایران به ثبت رسیده است.